# Ceres (organisatie)
Ceres is een non-profit organisatie die zich richt op duurzaamheidsprojecten. De organisatie is gevestigd in de Amerikaanse stad Boston en is opgericht in 1989.
De organisatie werkt wereldwijd.
De organisatie is ontstaan als een coalitie van milieugroepen, de 'Coalition for Environmentally Responsible EconomieS' (CERES) (Coalitie voor milieuvriendelijke verantwoordelijke economieën).
CERES werkt volgens 10 principes: het beschermen van de biosfeer, duurzaam gebruik van natuurlijke hulpbronnen, reductie van afvalstromen, energiebesparing, vermindering van risico's, veilige producten en diensten, ecologisch herstel, goede informatievoorziening, betrokkenheid en transparantie/betrouwbaarheid.